# منطقة بانا
بانا رمزها «PA» (بالإنجليزية: Panna)‏ ، هو تقسيم إداري لدولة الهند تتبع ولاية مدية برديش (بالإنجليزية: Madhya  Pradesh)‏ ، مركزها هو مدينة بانا (بالإنجليزية: Panna)‏ عدد سكانها حسب تعداد سنة 2001 هو 854,235 ، مساحتها 7,135 كم² وكثافة السكان 120 لكل كم² .